# ایندیپندنت (فیلم ۲۰۰۷)
«ایندیپندنت» (انگلیسی: The Independent) یک فیلم مستقل مستندنما استرالیایی که در سال ۲۰۰۷ منتشر شد.

## داستان
داستان مارتی براونینگ (لی میسون)، مردی است که برای نجات مزرعه خانوادگی خود در پارلمان ایالتی در انتخابات میان‌دوره‌ای در ویکتوریا (استرالیا) نامزد می‌شود، که توسط یک تاجر مشکوک (تونی نیکولاکوپولوس) حمایت می‌شود. او به عنوان یک نامزد مستقل، سیاست هایی را شکل می‌دهد و از این طریق صدای مستقیم عمومی را در پارلمان ارائه دهد. 

## تولید و انتشار
این فیلم در سال ۲۰۰۶ فیلمبرداری شد و در ۸ نوامبر ۲۰۰۷ در تعداد کمی از سینماها پیش از انتخابات فدرال استرالیا (۲۰۰۷) اکران شد. 